# Жанна
Жа́нна (фр. Jeanne) — женское имя, французский вариант имени Иоанна.
Происходит от старофранцузского имени Jehanne, женской формы имён Иоанн, Иоганн, в свою очередь, латинских форм греческого имени греч. Ἰωάννης (Iōannēs), произошедшего от еврейского ивр. יוֹחָנָן‎ [Yochanan] — уменьшительного варианта имени ивр. יְהוֹחָנָן‎ [Yehochanan], «Яхве (Бог) помиловал», «Яхве да будет милостлив».
Распространённое имя у казахов. 

## Известные персоналии
- Жанна д’Альбре (1528—1572) — королева Наварры в 1555—1572 гг.
- Жанна д'Арк (ок. 1412—1431) — святая, героиня Столетней войны.
- Жанна Дивион (ок. 1293—1331) — французская дворянка, фальсификатор документов
- Жанна Константинопольская (ок. 1200—1244) — графиня Фландрии и Геннегау в 1205—1244 гг.
- Жанна I Наваррская (1271—1305) — 21-я Королева Франции.
- Жанна II Французская (1312—1349) — королева Наварры в 1328—1349 гг.
- Жанна Французская (1464—1505) — королева Франции, католическая святая.

## Прочее
- (127) Жанна — астероид главного пояса, который имеет очень тёмную поверхность, состоящую из простейших углеродных соединений.
- Ураган Жанна – разрушительный и смертоносный атлантический ураган 3 категории который затронул карибские острова и Юго-Восток США